# Touche d'entrée
Pour les articles homonymes, voir Entrée et Enter.

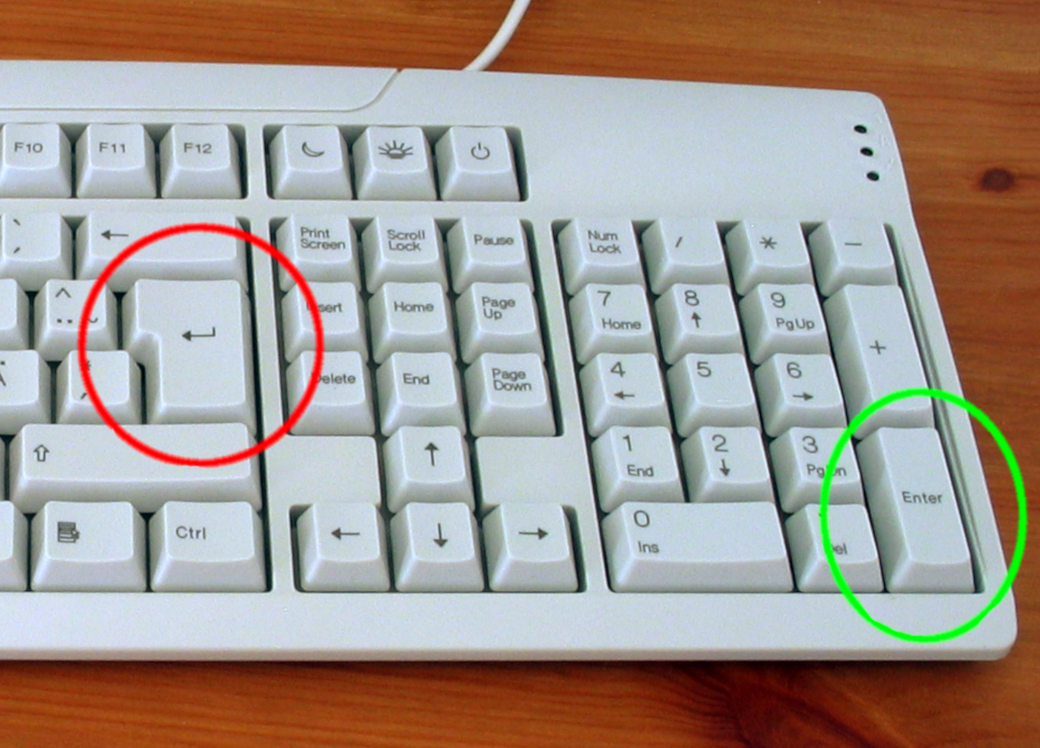
Touches entrée sur un clavier.

La touche d'entrée (⏎ ou ↵) est une touche de clavier d'ordinateur permettant, entre autres, de valider la frappe d'une donnée et/ou d'effectuer un retour à la ligne.

## Histoire

### Premières conceptions
La touche d'entrée sur les claviers d'ordinateur a connu une évolution significative depuis ses premières conceptions. Initialement, son rôle principal était de déclencher la saisie d'une commande ou d'une ligne de texte, mais son design et ses fonctionnalités ont évolué pour répondre aux besoins changeants des utilisateurs.
Lors des premiers jours de l'informatique, les claviers étaient souvent associés à des terminaux et des machines à écrire. La touche d'entrée servait alors principalement à avancer le curseur à la ligne suivante après la saisie d'une commande ou d'un morceau de texte.

### Changements avec l'arrivée des ordinateurs personnels
Avec l'avènement des ordinateurs personnels dans les années 1980, la conception des claviers a connu des changements significatifs. La touche d'entrée est devenue plus grande et a été placée au centre inférieur du clavier, souvent marquée par une flèche pointant vers la gauche et vers le bas, symbolisant le retour à la ligne[réf. nécessaire].

### Évolution des symboles
Les symboles associés à la touche d'entrée ont également évolué. Bien que la flèche pointant vers la gauche et vers le bas reste courante, certains claviers modernes utilisent des symboles comme ⏎ ou ↵ pour représenter la touche d'entrée.

## Représentation
La touche d'entrée est le plus souvent de taille supérieure aux autres touches et doublée en cas de présence d'un bloc numérique. Sur Mac OS X, la touche entrée du pavé numérique a plus un rôle de validation tandis que la touche entrée principale a plutôt un rôle de retour à la ligne. Cependant cette différence s'estompe peu à peu.
La plupart des claviers ont une touche Retour rectangulaire (souvent appelée Entrée). Au-dessus, ils ont la clé[Quoi ?] et au-dessus se trouve une touche retour arrière rectangulaire. Certains claviers, cependant, ont une touche retour de forme étrange qui couvre la position habituelle de la touche au-dessus[réf. nécessaire].
Certains pays peuvent adopter la disposition du clavier américaine ou britannique, influencée par des facteurs historiques, politiques ou autres. Notamment, la touche Entrée la plus courte est dérivée de la disposition ANSI US, tandis que la touche Entrée plus grande provient de la disposition ISO UK.

## Une touche symbolique
- Si vous ne connaissez pas le sujet, laissez ce bandeau (vous pouvez alors contacter les auteurs).
- Si vous supprimez le contenu mis en cause (vous pouvez préalablement contacter les auteurs),

argumentez précisément cette suppression dans la page de discussion
(un manque de référence n'est pas un argument ; une recherche réelle de référence doit avoir été effectuée, être formellement documentée).
La touche entrée a une image symbolique puisqu'elle permet dans de nombreux cas d'effectuer une action, ou d'envoyer de l'information (message, données). Même s'il est possible d'annuler son effet, il arrive souvent que l'exécution d'une action liée à la touche d'entrée soit irréversible. Il y a donc un choix, un engagement à prendre avant d'actionner la touche d'entrée.